# Bandera de Salou

## Descripció
Bandera apaïsada de proporcions dos d'alt per tres de llarg, blava, amb una faixa groga de gruix 1/6 de l'alçària del drap, centrada en el terç inferior de l'ensenya i amb la torre blanca de l'escut d'altura 2/5 de la del drap, centrada en el primer terç.

## Història
Fou aprovada en el Ple de l'Ajuntament de Salou en data 17 de desembre de 1991 i publicada el 23 d'octubre de 1992 al DOGC.